# Борго ди Терцо
Борго ди Терцо (итал. Borgo di Terzo) је насеље у Италији у округу Бергамо, региону Ломбардија.
Према процени из 2011. у насељу је живело 1046 становника. Насеље се налази на надморској висини од 301 м.

## Становништво
| 1931. | 1936. | 1951. | 1961. | 1971. | 1981. | 1991. | 2001. | 2011. |
| ----- | ----- | ----- | ----- | ----- | ----- | ----- | ----- | ----- |
| 944   | 654   | 785   | 805   | 703   | 701   | 772   | 933   | 1.090 |